# Cheilodactylus vittatus
Cheilodactylus vittatus is een straalvinnige vissensoort uit de familie van de morwongs (Cheilodactylidae). De wetenschappelijke naam van de soort is voor het eerst geldig gepubliceerd in 1864 door Garrett.